# Albert Malla i Abad
Albert Malla i Abad (Barcelona, 13 de novembre de 1957) és locutor de ràdio i publicitat, actor de doblatge i discjòquei. A la ràdio ha fet programes de tota classe, magazins, concursos, informatius, debats, però sempre s'ha especialitzat en els musicals de pop-rock.
Els seus programes de ràdio amb més audiència han estat: Los Populares de la Canción (Ràdio Terrassa), My music (Radio Club 25), La Mañana es Nuestra (Cadena Catalana), Sesión Contínua (Radio Reloj-Radio Espanya Barcelona), Los Musicales (Cadena Catalana), Els Mallamusicals (Cadena 13), Hasta luego Cocodrilo (Cadena COPE), Cocodril Club (Ona Catalana, Onda Rambla-Punto Radio, COM Ràdio, Ràdio MARCA Barcelona, La Xarxa).
Narrador de documentals per a TV3, TVE, Grup Tele 5,La Sexta,Discovery Chanel,MTV,National Geographic, Canal Historia, Viajar, ONO, Multicanal i Imagenio.
- 2002: Candidat als Premis ONDAS pel programa “Cocodril Club”.
- 2003: Candidat als Premis ONDAS a la trajectòria professional.
- 2012: El jurat dels Premis Ràdio Associació de Catalunya (RAC) ha distingit a l'Albert Malla amb la Menció d'honor per la seva dilatada trajectòria professional marcadament creativa fonamentada en el coneixement i la divulgació de la música pop i rock de tots els temps.[2]
- 2013: El seu programa musical revival COCODRIL CLUB porta 20 anys en antena, en aquest temps ha aconseguit més d'un milió d'oients. En l'actualitat s'emet per més de 100 emissores a tot Catalunya i Andorra i es realitza en directe i adaptat a sessió de ball en Festes Majors de tot Catalunya.